# Albai
Az albai a geológiai időskálán a kora kréta kor legkésőbbi korszaka, illetve a rétegtani oszlop felső kréta sorozatának legfelső emelete. Körülbelül ~113,0 millió évvel ezelőtt kezdődött és 100,5 millió évvel ezelőtt fejeződött be. Az albait az apti előzte meg és a cenomani követte.

## Rétegtani definíciók
Az albai emeletet (melynek neve a francia Aube folyó nevéből származik) elsőként Alcide d'Orbigny definiálta 1842-ben. Az albai alapját a rétegtani oszlop azon helyeként definiálták, ahol a Praediscosphaera columnata kokkolitofóra faj elsőként feltűnik. Az albai emelet referencia profilját (GSSP) 2009-ig még nem határozták meg. Az albai emelet tetejét (a felső kréta sorozat cenomani emeletének alapját) azon helyként definiálták, ahol a Rotalipora globotruncanoides foraminifera faj elsőként feltűnik a rétegtani oszlopban.
Az albait néha kora, közép és késő alkorszakokra vagy alemeletekre osztják fel. Nyugat-Európában, főként az Egyesült Királyságban a két alemeletre (a vraconiaira és gaultira) való felosztást gyakrabban használják.

## Litofácies
Az albai emelet jelentős részei közé tartoznak a franciaországi Argonne és Bray gaize és foszfát padjai; az észak-németországi Flammenmergel; a spanyolországi Utrillas lignitje; az észak-afrikai és arábiai núbiai homokkő és az észak-amerikai Fredericksburg-pad.

## Paleontológia

### Ankylosaurusok
| Az albai korszak ankylosaurusai | Az albai korszak ankylosaurusai | Az albai korszak ankylosaurusai                          | Az albai korszak ankylosaurusai | Az albai korszak ankylosaurusai |
| Taxon                           | Korszak                         | Lelőhely                                                 | Leírás | Kép                             |
| ------------------------------- | ------------------------------- | -------------------------------------------------------- | --- | ------------------------------- |
| - Acanthopholis                 | albai–cenomani                  | Anglia                                                   | Egy 3–5,5 méter hosszúságú nodosaurida, melynek bőrét ovális, a váll és a nyak területén tüskés lemezek borították. |                                 |
| - Animantarx                    | késő albai–kora cenomani        | Cedar Mountain-formáció, Utah, USA                       | Súlyos páncélzatú, farokbuzogány nélküli 3 méter alatti hosszúságú nodosaurida. |                                 |
| - Anoplosaurus                  | késő albai                      | Cambridge Greensand, Anglia                              | Lehetséges kezdetleges nodosaurida, melynek töredékes fosszíliája páncélzat nélkül került elő. |                                 |
| - Cedarpelta                    | késő apti–kora cenomani         | Cedar Mountain-formáció, Utah, USA                       | A legbazálisabb ismert ankylosaurida, amely a kezdetleges madármedencéjűekre jellemző premaxilláris fogakkal és az ankylosauridákra jellemző oldalsó koponyaablakkal rendelkezett.                                               |                                 |
| - Gobisaurus                    | apti–?albai                     | Ulansuhai-formáció, Belső-Mongólia Autonóm Terület, Kína | Nagyméretű ankylosaurida, melynek 46 centiméter hosszú koponyája a Shamosauruséra hasonlít. |                                 |
| - Pawpawsaurus                  | késő albai                      | Paw Paw-formáció, Texas, USA                             | Egyetlen teljes koponya alapján ismert, körülbelül 4,5 méter hosszú nodosaurida. |                                 |
| - Sauropelta                    | apti–albai                      | Cloverly-formáció, Wyoming, Montana, Utah, USA           | Közepes méretű, körülbelül 5,2 méter hosszú nodosaurida, amely egyedi, a testhossz felét elérő hosszú farokkal rendelkezett. Nyakát és hátát kiterjedt csontos testpáncél védte, amihez jellegzetes nagyméretű tüskék tartoztak. |                                 |
| - Silvisaurus                   | késő apti–kora cenomani         | Dakota-formáció, Kansas, USA                             | Egy körülbelül 4 méteresre becsült hosszúságú nodosaurida. A szokásos lekerekített és sokszögű bőrcsontlemezek mellett a vállain és a farkán csontos tüskéket viselt.                                                            |                                 |
| - Stegopelta                    | késő albai–kora cenomani        | Frontier-formáció, Wyoming, USA                          | Egy alig ismert nodosaurida. |                                 |

### Madarak
| Az albai korszak madarai | Az albai korszak madarai | Az albai korszak madarai | Az albai korszak madarai | Az albai korszak madarai |
| Taxon                    | Korszak                  | Lelőhely                 | Leírás | Kép                      |
| ------------------------ | ------------------------ | ------------------------ | --- | ------------------------ |
| - Gansus                 | albai                    | Kína                     | A röpképtelen madarakat tartalmazó Ornithurae csoport legkorábbi ismert tagja.                                                                                             |                          |
| - Nanantius              | albai                    | Queensland, Ausztrália   | Körülbelül fekete rigó nagyságú, külsőre a sirályra emlékeztető madár, amely egy ichthyosaurus gyomrában talált maradvány alapján tengeri életmódot folytatott.            |                          |
| - Sapeornis              | késő apti–kora albai     | Kína                     | Egy nagyjából 30–33 centiméter hosszú madár, amely általánosságban és egyes szokatlan tulajdonságait tekintve az oviraptorosaurusokra, például a Caudipteryxre emlékeztet. |                          |

### Csontos halak
| Az albai korszak csontos halai | Az albai korszak csontos halai | Az albai korszak csontos halai                    | Az albai korszak csontos halai | Az albai korszak csontos halai |
| Taxon                          | Korszak                        | Lelőhely                                          | Leírás | Kép                            |
| ------------------------------ | ------------------------------ | ------------------------------------------------- | --- | ------------------------------ |
| - Thrissops                    | késő jura–késő kréta           |                                                   | Gyors mozgású, körülbelül 60 centiméteres ragadozó hal.                                                                                                 |                                |
| - Xiphactinus                  | albai–campaniai                | Kansas, Alabama, Georgia, USA, Ausztrália, Európa | 4,5–6 méter hosszú ragadozó hal. Legalább egy tucatnyi példány alapján ismert, melyek közül az egyik az éppen lenyelt zsákmányával együtt őrződött meg. |                                |

### Porcos halak
| Az albai korszak porcos halai | Az albai korszak porcos halai | Az albai korszak porcos halai | Az albai korszak porcos halai | Az albai korszak porcos halai |
| Taxon                         | Korszak                       | Lelőhely                      | Leírás | Kép                           |
| ----------------------------- | ----------------------------- | ----------------------------- | --- | ----------------------------- |
| - Cretoxyrhina mantelli       | albai–campaniai               | Kansas, USA                   | A napjainkban is élő nagy fehércápánál nagyobb, 7 méteres becsült hosszúságú cápa, melynek fogai 7 centiméteresre is megnőttek.                                                                         |                               |
| - Ischyodus                   | toarci–aquitaniai             | Európa, Új-Zéland             | Nagy szemű, hosszú, ostorszerű farokkal rendelkező hal, melynek számos faja vált ismertté. A hátán levő tüske valószínűleg a ragadozók elleni védekezésre szolgált, és lehet, hogy mérget tartalmazott. |                               |
| - Scapanorhynchus             | kora kréta–paleocén           | Georgia, USA                  | A koboldcápára emlékeztető külsejű, hosszú, lapos orrú, árszerű fogakkal rendelkező cápaféle. |                               |

### Ceratopsiák
| Az albai korszak ceratopsiái | Az albai korszak ceratopsiái | Az albai korszak ceratopsiái | Az albai korszak ceratopsiái | Az albai korszak ceratopsiái |
| Taxon                        | Korszak                      | Lelőhely                     | Leírás | Kép                          |
| ---------------------------- | ---------------------------- | ---------------------------- | --- | ---------------------------- |
| - Yamaceratops               | ?apti–albai                  | Góbi-sivatag, Mongólia       | Bazális ceratopsia. A Neoceratopsia kládon belül a Liaoceratops és az Archaeoceratops közötti átmeneti filogenetikai pozíciót tölti be. |                              |

### Krokodilformák
| Az albai korszak krokodilformái | Az albai korszak krokodilformái | Az albai korszak krokodilformái | Az albai korszak krokodilformái                                                                            | Az albai korszak krokodilformái |
| Taxon                           | Korszak                         | Lelőhely                        | Leírás | Kép                             |
| ------------------------------- | ------------------------------- | ------------------------------- | --- | ------------------------------- |
| - Anatosuchus                   | késő apti–kora albai            | Niger, Afrika                   | Körülbelül 70 centiméter hosszú, széles, kacsacsőrre emlékeztető pofával rendelkező krokodilformájú állat. |                                 |
| - Sarcosuchus                   | apti–albai                      | Afrika                          | Az egyik legnagyobb valaha élt krokodilszerű hüllő, amely 11–12 méter hosszú és 8 tonna tömegű lehetett.   |                                 |

### Ichthyoszauruszok
| Az albai korszak ichthyosaurusai | Az albai korszak ichthyosaurusai | Az albai korszak ichthyosaurusai                        | Az albai korszak ichthyosaurusai                                                                         | Az albai korszak ichthyosaurusai |
| Taxon                            | Korszak                          | Lelőhely                                                | Leírás                                                                                                   | Kép                              |
| -------------------------------- | -------------------------------- | ------------------------------------------------------- | --- | -------------------------------- |
| - Platypterygius                 | albai                            | Ausztrália, Oroszország, USA, Nyugat-Európa, ?Új-Zéland | Egy 7 méter hosszú ophthalmosaurida, melynek mellső uszonyát más ichthyoszauruszokénál több ujj alkotta. |                                  |

### Emlősök
| Az albai korszak emlősei | Az albai korszak emlősei | Az albai korszak emlősei                  | Az albai korszak emlősei                                                         | Az albai korszak emlősei |
| Taxon                    | Korszak                  | Lelőhely                                  | Leírás                                                                           | Kép                      |
| ------------------------ | ------------------------ | ----------------------------------------- | -------------------------------------------------------------------------------- | ------------------------ |
| - Eobaatar               | hauterivi–albai          | Spanyolország, Mongólia                   | A Multituberculata rendbe tartozó emlős, melynek több faját is felfedezték.      |                          |
| - Kollikodon             | középső albai            | Lightning Ridge, Új-Dél-Wales, Ausztrália | A kloákások rendjébe tartozó, csak fogtöredékek alapján ismert állat.            |                          |
| - Steropodon             | középső albai            | Lightning Ridge, Új-Dél-Wales, Ausztrália | Kloákás vagy tojásrakó emlős. Csak egy állcsont és három őrlőfog alapján ismert. |                          |

### Ornithopodák
| Az albai korszak ornithopodái | Az albai korszak ornithopodái | Az albai korszak ornithopodái                | Az albai korszak ornithopodái | Az albai korszak ornithopodái |
| Taxon                         | Korszak                       | Lelőhely                                     | Leírás | Kép                           |
| ----------------------------- | ----------------------------- | -------------------------------------------- | --- | ----------------------------- |
| - Altirhinus                  | apti–albai                    | Khukhtek-formáció, Dornogovi megye, Mongólia | Fejlett iguanodontia, a Hadrosauridae családhoz képest bazálisnak számít. |                               |
| - Atlascopcosaurus            | apti–albai                    | Dinosaur Cove, Victoria, Ausztrália          | Egy 2-3 méter hosszú hypsilophodontida. |                               |
| - Eolambia                    | albai–cenomani                | Utah, USA                                    | Több részleges csontváz alapján ismert iguanodontia. |                               |
| - Leaellynasaura              | késő apti–kora albai          | Dinosaur Cove, Victoria, Ausztrália          | Körülbelül 2–3 méter hosszúságú, két lábon járó ornithopoda. Nagy méretű szemei és optikai lebenye alapján feltételezhető, hogy a négy hónapig tartó sötét sarkvidéki tél során is aktív maradt. |                               |
| - Muttaburrasaurus            | albai–cenomani                | Queensland, Új-Dél-Wales, Ausztrália         | 7-9 méter hosszú, 2,4 méteres csípőmagasságú, megközelítőleg 1-4 tonna tömegű iguanodontia. Az iguanodontiáktól és leszármazottaiktól, a hadrosauridáktól való eltérések alapján elképzelhető, hogy egy olyan ornithopoda fejlődési vonalat képvisel, amely még a Tenontosaurus megjelenése előtt különvált. |                               |
| - Nanyangosaurus              | ?albai                        | Kína                                         | Egy részleges koponya alatti csontváz alapján ismert hadrosauroidea. |                               |
| - Penelopognathus             | albai                         | Mongólia                                     | Egy részleges állcsont alapján ismert iguanodontia. A fejlődési vonalon az Altirhinus és a Probactrosaurus között foglal helyet. |                               |
| - Probactrosaurus             | albai                         | Kína                                         | Egy körülbelül 5–6 méter hosszúságú korai hadrosauroidea iguanodontia. Keskeny pofával, meghosszabbodott állkapoccsal és két sor lapos pofafoggal rendelkezett. Lehetséges, hogy ez az állat a kacsacsőrű dinoszauruszok egyik őse.                                                                          |                               |
| - Qantassaurus                | késő apti–kora albai          | Victoria, Ausztrália                         | Gyors mozgású, 1,8 méter hosszú és 1 méter magas, két lábon járó, ornithopoda, (feltehetően hypsilophodontida). |                               |
| - Siluosaurus                 | barremi–albai                 | Kína                                         | Egy mindössze két fog alapján ismert feltételezett hypsilophodontida. |                               |
| - Tenontosaurus               | apti–albai                    | Wyoming, Montana, Oklahoma, Texas USA        | Kezdetleges, 6,5 méter hosszúságú iguanodontia. A Deinonychus fogai és számos csontja a Tenontosaurus tilletti példányaival együtt kerültek elő, ami arra utal, hogy Deinonychus vadászként vagy dögevőként ebből az állatból táplálkozott.                                                                  |                               |
| - Theiophytalia               | apti–albai                    | Purgatoire-formáció, Colorado, USA           | A Camptosaurus és az Iguanodon közötti átmeneti fejlődési állapotot képviselő iguanodontia. |                               |
| - Zephyrosaurus               | apti–albai                    | Cloverly-formáció, Montana, USA              | Egy alig ismert hypsilophodontia. |                               |

### Plesiosaurusok
| Az albai korszak plesiosaurusai | Az albai korszak plesiosaurusai | Az albai korszak plesiosaurusai          | Az albai korszak plesiosaurusai                                                                                           | Az albai korszak plesiosaurusai |
| Taxon                           | Korszak                         | Lelőhely                                 | Leírás | Kép                             |
| ------------------------------- | ------------------------------- | ---------------------------------------- | --- | ------------------------------- |
| - Edgarosaurus                  | késő albai                      | Montana, USA                             | A Nyugati Belső Víziút területén élt polycotylida.                                                                        |                                 |
| - Kronosaurus                   | apti–albai                      | Hughenden-körzet, Queensland, Ausztrália | Az egyik legnagyobb pliosaurus, melynek testhossza a becslések szerint körülbelül 9–10 méter lehetett.                    |                                 |
| - Woolungasaurus                | albai                           | Queensland, Ausztrália                   | Körülbelül 9,5 méter hosszú jellegzetes elasmosaurida, amely közeli rokonságban áll az észak-amerikai Hydralmosaurusszal. |                                 |

### Pteroszauruszok
| Az albai korszak pterosaurusai | Az albai korszak pterosaurusai | Az albai korszak pterosaurusai                                      | Az albai korszak pterosaurusai | Az albai korszak pterosaurusai |
| Taxon                          | Korszak                        | Lelőhely                                                            | Leírás | Kép                            |
| ------------------------------ | ------------------------------ | ------------------------------------------------------------------- | --- | ------------------------------ |
| - Amblydectes                  | apti–albai                     | Cambridge Greensand, Egyesült Királyság, Észak-Amerika, Dél-Amerika | Állkapocstöredékek alapján ismert pterosaurus. Három faja közül az egyik a Coloborhynchusra hasonlít, de valamivel kisebb annál, bár lehetséges, hogy az egyetlen felfedezett példány nem volt kifejlett.                                                                   |                                |
| - Cearadactylus                | albai                          | Dél-Amerika                                                         | Feltehetően a ctenochasmatidák közé tartozó 4 méteres szárnyfesztávolságú pterosaurus. Csomós felső állcsontja és fogazata alapján valószínűleg halevő volt. |                                |
| - Coloborhynchus               | albai                          | Marokkó; Santana-formáció, Brazília; Paw Paw-formáció, Texas, USA   | Hat faja vált ismertté, melyek közül az egyik szárnyfesztávolsága elérte a 3 métert. |                                |
| - Lonchodectes                 | albai–cenomani                 | Kent és Sussex, Anglia, Egyesült Királyság                          | Alig ismert kis, illetve közepes méretű, feltételezett azhdarchoidea, melynek szárnyfesztávolságát 2 méterre becsülték. |                                |
| - Lonchognathosaurus           | albai                          | Lianmuxin-formáció (Lienmuhszin), Xinjiang (Hszincsiang), Kína      | Neve egyedi, tűhegyes állcsontjára utal, melynek felső része, ami más pteroszauruszokétól eltérően alul egyenes volt, csak nyolc fogat tartalmazott. |                                |
| - Pterodaustro                 | valangini–albai                | Lagarcito-formáció, Argentína                                       | 2,5 méteres szárnyfesztávolságú ctenochasmatida. Különleges jellemzője a meghosszabbodott, 29 centiméteres koponya, melynek alsó fogsora ezernyi sörteszerű fogat tartalmazott, melyek valószínűleg a rákok, planktonok és algák vízből történő kiszűrését tették lehetővé. |                                |
| - Santanadactylus              | apti vagy albai                | Santana-formáció, Brazília                                          | Nagyméretű, a becslések alapján 2,9–5,7, illetve 6 méteres szárnyfesztávolságú, feltehetően a vitorlázórepülésre alkalmazkodott pterosaurus, melynek rendszertani hovatartozása, fajai többségének érvényességével együtt vitatott.                                         |                                |
| - Thalassodromeus              | apti–kora albai                | Santan do Cariri, Brazília; St. Gallen, Svájc                       | Hegyes és fogatlan állcsonttal, valamint nagyméretű fejdísszel rendelkező, 4,5 méteres szárnyfesztávolságú azhdarchoidea. |                                |
| - Tupandactylus                | apti–albai                     | Brazília                                                            | Nagy fejdísszel rendelkező fogatlan tapejarida, amely egyetlen, majdnem teljes koponya alapján ismert. |                                |
| - Tupuxuara                    | albai vagy cenomani            | Santana-formáció, Brazília                                          | Feltehetően halakkal, vagy esetleg gyümölcsökkel táplálkozott. Hosszú lekerekített fejdísszel ellátott, legnagyobb faja esetében a 130 centiméteres hosszúságot is elérő koponyája alapján a maximális szárnyfesztávolsága 5,5 méter lehetett.                              |                                |

### Sauropodák
| Az albai korszak sauropodái                 | Az albai korszak sauropodái | Az albai korszak sauropodái | Az albai korszak sauropodái | Az albai korszak sauropodái |
| Taxon                                       | Korszak                     | Lelőhely                    | Leírás | Kép                         |
| ------------------------------------------- | --------------------------- | --------------------------- | --- | --------------------------- |
| - Aegyptosaurus                             | albai–cenomani              | Afrika                      | Az Argentinosaurus közeli rokonságába tartozik, de annál jóval kisebb méretet ért el. A második világháború alatt valamennyi ismert fosszíliája megsemmisült.                                                                                               |                             |
| - Amazonsaurus                              | apti–albai                  | Brazília                    | 12 méter hosszúságú bazális diplodocoidea. |                             |
| - Agustinia                                 | apti–albai                  | Argentína                   | Töredékes fosszíliája miatt nehezen besorolható, a hátán egyedi, függőlegesen álló lemezekből vagy tüskékből álló páncélt viselő, 15 méteresre becsült hosszúságú sauropoda, amely részben a diplodocoideákra, részben pedig a titanosaurusokra emlékeztet. |                             |
| - Brachiosaurus - ? Brachiosaurus nougaredi | kora albai                  | Wargla, Algéria             | A Brachiosaurus lehetséges faja. Kora miatt jelenleg nomen dubiumnak (kétséges névnek) számít. |                             |
| - Chubutisaurus                             | albai                       | Dél-Amerika                 | Két, lábcsontokat és farokcsigolyákat tartalmazó hiányos fosszília alapján ismert titanosaurus. |                             |
| - Diamantinasaurus                          | késő albai                  | Winton-formáció, Ausztrália | Körülbelül 15,8 méteres hosszúságot elérő fejlett titanosaurus. |                             |
| - Qiaowanlong                               | albai                       | Kína                        | Az első Kínában felfedezett brachiosaurida. A hossza körülbelül 12 méter, a tömege pedig mintegy 10 tonna lehetett. |                             |
| - Sauroposeidon                             | apti–albai                  | Oklahoma, USA               | Az észak-amerikai kontinens utolsó óriás méretű sauropoda dinoszauruszaként ismert. A legmagasabb ismert dinoszaurusz, valószínűleg képes volt a fejét 17 méter magasra felemelni.                                                                          |                             |
| - Sonorasaurus                              | albai–cenomani              | Arizona, USA                | 15 méter hosszú és 8,2 méter magas brachiosaurida. |                             |
| - Tangvayosaurus                            | apti–albai                  | Laosz                       | Két vagy három töredékes példány alapján ismert bazális titanosaurus. |                             |

### Theropodák
| Az albai korszak theropodái | Az albai korszak theropodái | Az albai korszak theropodái                | Az albai korszak theropodái | Az albai korszak theropodái |
| Taxon                       | Korszak                     | Lelőhely                                   | Leírás | Kép                         |
| --------------------------- | --------------------------- | ------------------------------------------ | --- | --------------------------- |
| - Acrocanthosaurus          | apti–albai                  | Észak-Amerika                              | Az egyik legnagyobb theropoda volt, elérte a 11,5 méteres hosszúságot, a tömegét pedig körülbelül 5473,96–7250 kilogrammra becsülték. Leginkább a csigolyáin elhelyezkedő hosszú csigolyanyúlványokról ismert, melyek nagy valószínűséggel egy, az állat nyaka, háta és csípője felett elhelyezkedő izomredőt tartottak. |                             |
| - Alxasaurus                | albai                       | Belső-Mongólia, Kína                       | A Therizinosauroidea öregcsalád legkorábbi ismert tagja. Már rendelkezett későbbi rokonai jellegzetességeivel, a hosszú nyakkal, a rövid farokkal és a mellső végtagokon levő hosszú karmokkal. |                             |
| - Australovenator           | késő albai                  | Winton-formáció, Queensland, Ausztrália    | Közepes méretű allosauroidea. 6 méteres hosszúságot és 2 méteres csípőmagasságot ért el. |                             |
| - Beishanlong               | apti–albai                  | Kína                                       | Az egyik legnagyobb ismert ornithomimosaurus. |                             |
| - Carcharodontosaurus       | kora albai–kora turoni      | Algéria, Marokkó, Niger                    | A Tyrannosaurus, a Giganotosaurus és a Spinosaurus méretét megközelítő vagy valamivel meghaladó, körülbelül 12–13,3 méteres állat volt, melynek tömegét különböző szerzők 6,2–15,1 tonnára becsülték. |                             |
| - Deinonychus               | középső apti–kora albai     | Montana, Wyoming, Oklahoma, ?Maryland, USA | A hátsó lábai második ujján szokatlanul nagy méretű sarló alakú karommal rendelkező dromaeosaurida. John Ostrom Deinonychusról írt tanulmánya forradalmasította a tudósok dinoszauruszokkal kapcsolatos gondolkodásmódját, elindítva a „Dinoszaurusz reneszánszt”.                                                       |                             |
| - Erectopus                 | albai                       | Franciaország                              | A sípcsont alsó vége és a bokacsont morfológiájára való következtetés alapján egy allosauroidea theropoda. |                             |
| - Irritator                 | albai                       | Dél-Amerika                                | Körülbelül 8 méter hosszú, valószínűleg halevő spinosaurida. |                             |
| - Kryptops                  | apti–albai                  | Niger, Afrika                              | Egyetlen hiányos csontváz alapján ismert. A kladisztikai elemzés szerint a legbazálisabb abelisaurida. |                             |
| - Rapator                   | albai                       | Ausztrália                                 | Egy különös lábközépcsont alapján ismert bazális tetanurán. |                             |
| - Santanaraptor             | apti/albai                  | Brazília                                   | Egy fosszilizálódott lágy szövetmaradvánnyal együtt megőrződött fiatal példány alapján ismert bazális coelurosaurus. |                             |
| - Spinosaurus               | kora albai–turoni           | Észak-Afrika                               | A Spinosaurus egyedi tüskéi, a csigolyák hosszú nyúlványai, 1,65 méter hosszúra nőttek és valószínűleg bőr kapcsolódott hozzájuk, ami egy vitorlaszerű szerkezetet alkotott, egyes szerzők szerint azonban izmokkal voltak borítva, amik egy púpot vagy tarajt alkottak. Becslés alapján 15 méter hosszú lehetett.       |                             |
| - Timimus                   | albai                       | Dinosaur Cove, Victoria, Ausztrália        | Két, az ornithomimosaurusokéhoz hasonló lábcsont alapján ismert, feltehetően könnyű felépítésű theropoda, amely a csont hisztológiai vizsgálat alapján a Leaellynasaurától eltérően a téli hónapokat hibernált állapotban töltötte.                                                                                      |                             |
| - Xiongguanlong             | apti–albai                  | Kína                                       | A tyrannosauroidea öregcsaládba tartozik, melyben az Appalachiosaurust és a Tyrannosauridae családot tartalmazó klád testvértaxonjának számít. |                             |

### Ammoniteszek

#### Ammonitidák
- Moffitites

##### Az alsó albai emeletről származó nemek
Az alábbi lista az elsőként az alsó albai alemeleten megtalálható ammoniteszeket tartalmazza. Ezek a nemek fennmaradhattak a késő albai alemeletig vagy a későbbi geológiai emeletekig. A lista nem tartalmazza az egyes nemek élettartamát.
- Aioloceras
- Anacleoniceras
- Anadesmoceras
- Anisoceras
- Arcthoplites
- Brancoceras
- Brewericeras
- Cleoniceras
- Cymahoplites
- Douvilleiceras
- Epileymeriella
- Eubranoceras
- Farnhamia
- Hoplites
- Kossmatella
- Labeceras
- Leconteites
- Lemuroceras
- Leymeriella
- Lyelliceras
- Neobibolites
- Otohoplites
- Oxytropidoceras
- Paracanthoplites
- Parasilesites
- Parengonoceras
- Plictetia
- Prohelicoceras
- Proleymeriella
- Prolyelliceras
- Protohoplites
- Pseudoleymeriella
- Pseudosonneratia
- Puzosia
- Puzosigella
- Rhytidohoplites
- Rossalites
- Silesitoides
- Sokolovites
- Sonneratia
- Tegoceras
- Tetrahoplites
- Tetrahoplitoides
- Zealandites

##### A középső albai emeletről származó nemek
Az alábbi lista az elsőként a középső albai alemeleten megtalálható ammoniteszeket tartalmazza. Ezek a nemek fennmaradhattak a késő albai alemeletig vagy a későbbi geológiai emeletekig. A lista nem tartalmazza az egyes nemek élettartamát.
- Anagaudryceras
- Anahoplites
- Astiericeras
- Dimorphoplites
- Dipoloceras
- Dipoloceroides
- Engonoceras
- Epihoplites
- Euhoplites
- Falciferella
- Falloticeras
- Gastroplites
- Hamitoides
- Hysteroceras
- Isohoplites
- Manuaniceras
- Mojsisoviczia
- Mortoniceras
- Ostlingoceras
- Protengonoceras
- Proturrilitoides
- Pseudhelicoceras
- Scaphamites
- Subarcthoplites
- Sulcohoplites
- Turrilitoides
- Venezoliceras
- Zuluscaphites

##### A felső albai emeletről származó nemek
Az alábbi lista az elsőként a felső albai alemeleten megtalálható ammoniteszeket tartalmazza. Ezek a nemek fennmaradhattak a késő albai alemeletig vagy a későbbi geológiai emeletekig. A lista nem tartalmazza az egyes nemek élettartamát.

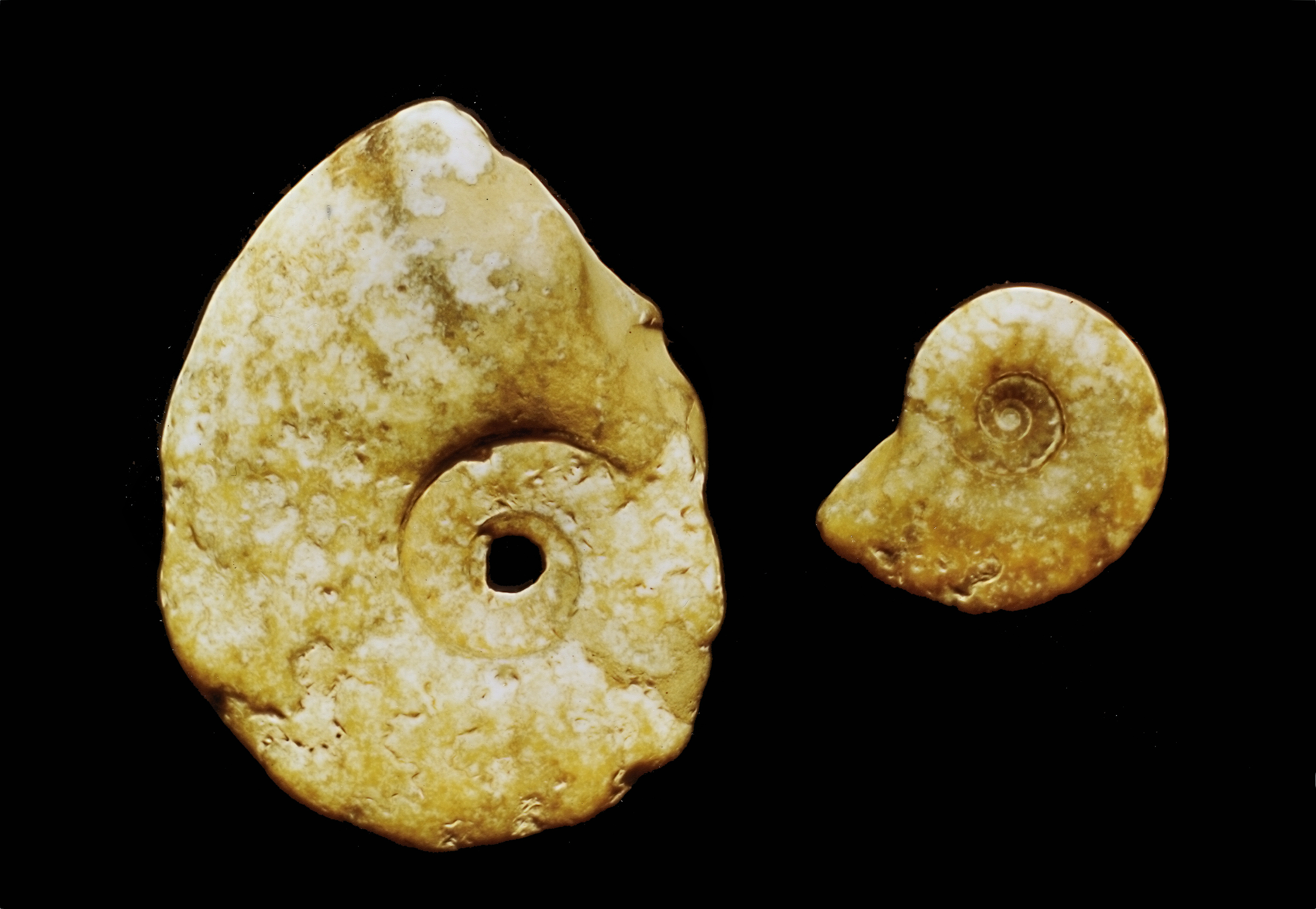
Schloenbachia

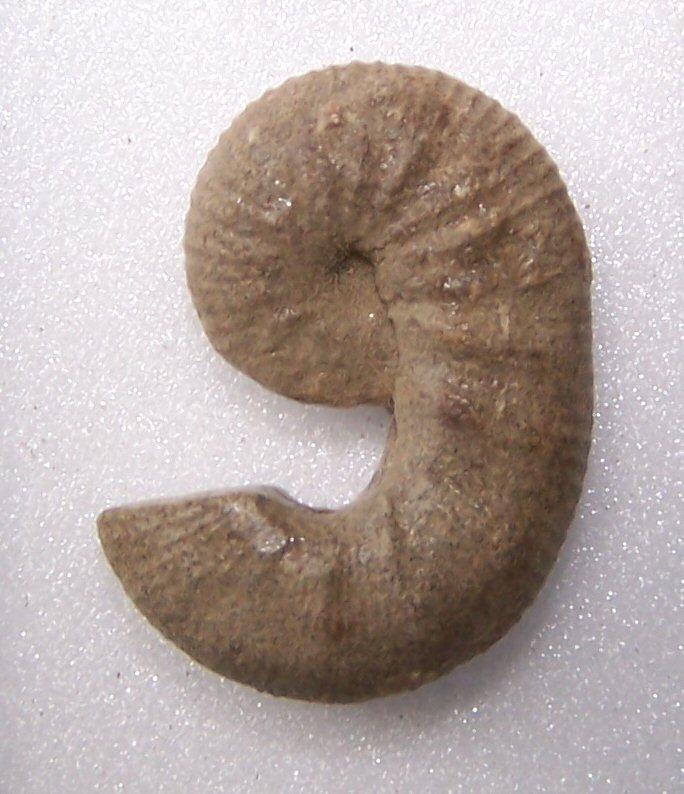
Scaphites

- Adkinsites
- Arestoceras
- Beudantiella
- Bhimaites
- Borissiakoceras
- Cainoceras
- Callihoplites
- Cantabrigites
- Cenisella
- Cottreauites
- Cyrtochilus
- Deiradoceras
- Diplasioceras
- Discohoplites
- Ellipsoceras
- Elobiceras
- Eogunnarites
- Eopachydiscus
- Eoscaphites
- Erioliceras
- Ficheuria
- Flickia
- Gaudryceras
- Gazdaganites
- Goodhallites
- Hemiptychoceras
- Hengestites
- Hypengonoceras
- Hyphoplites
- Idiohamites
- Karamaiceras
- Karamaites
- Koloceras
- Lechites
- Lepthoplites
- Lytodiscoides
- Mantelliceras
- Mariella
- Metengonoceras
- Myloceras
- Neogastroplites
- Neoharpoceras
- Neokentoceras
- Neophlycticeras
- Pachydesmoceras
- Paradolphia
- Paraturrilites
- Pervinquieria
- Plesiohamites
- Plesioturrilites
- Pleurohoplites
- Prohysteroceras
- Psilohamites
- Rusoceras
- Salaziceras
- Saltericeras
- Scaphites
- Schloenbachia
- Sciponoceras
- Semenovites
- Spathiceras
- Stoliczkaia
- Stomohamites
- Worthoceras

### Belemniteszek
| Az albai korszak belemniteszei | Az albai korszak belemniteszei | Az albai korszak belemniteszei | Az albai korszak belemniteszei | Az albai korszak belemniteszei |
| Taxon                          | Korszak                        | Lelőhely                       | Leírás                         | Kép                            |
| ------------------------------ | ------------------------------ | ------------------------------ | ------------------------------ | ------------------------------ |
| - Belospirula                  | albai                          |                                | Egy belemnitida.               |                                |
| - Dimitobelus                  | albai–maastrichti              |                                | Egy belemnitida.               |                                |

### Csigaházas polipok
| A kimmeridge-i csigaházas polipjai | A kimmeridge-i csigaházas polipjai | A kimmeridge-i csigaházas polipjai | A kimmeridge-i csigaházas polipjai | A kimmeridge-i csigaházas polipjai |
| Taxon                              | Korszak                            | Lelőhely                           | Leírás                             | Kép                                |
| ---------------------------------- | ---------------------------------- | ---------------------------------- | ---------------------------------- | ---------------------------------- |
| - Deltoidonautilus                 |                                    |                                    |                                    |                                    |

### Phylloceratidák
- Carinophylloceras

## Szpeleológia
Ebben az emeletben alakult ki a Bongó-zsomboly.

## Fordítás
- Ez a szócikk részben vagy egészben az Albian című angol Wikipédia-szócikk ezen változatának fordításán alapul.  Az eredeti cikk szerkesztőit annak laptörténete sorolja fel. Ez a jelzés csupán a megfogalmazás eredetét és a szerzői jogokat jelzi, nem szolgál a cikkben szereplő információk forrásmegjelöléseként.